# Winfield (Missouri)
Pour les articles homonymes, voir Winfield.
Winfield est une ville du comté de Lincoln dans le Missouri, aux États-Unis.

## Géographie
Selon le Bureau du recensement des États-Unis, la ville a une superficie totale de 1,66 km2, toutes terres.

## Histoire
Winfield a été aménagée en 1879 et nommée en l'honneur de Winfield Scott Killam, propriétaire initial du site . Un bureau de poste, appelé Winfield, est en activité depuis 1880.
Le 18 juin 2008, les eaux de crue ont ouvert une brèche de 45 mètres dans une digue principale à Winfield le long du Mississippi  et recouvert de grandes surfaces terriennes.
Le 9 avril 2009, Winfield a fait parler d'elle pour avoir élu son maire, Harry Stonebraker, pour un quatrième mandat, plusieurs semaines après son décès d'une crise cardiaque. Les bulletins de vote avaient déjà été imprimés et le vote par correspondance avait commencé. Le 9 avril il a remporté une nette victoire écrasante, 90 % des suffrages.
Winfield a nommé un maire intérimaire pour exercer ses fonctions jusqu'à la tenue d'élections spéciales en avril 2010.